# G1/2次列车
G1/2次列车是中国铁路运行于首都北京市和最大城市上海市之间的高速动车组列车，自2011年6月30日起开行，是京沪高速铁路所开行的第一对列车，全程1325公里，曾是京沪高铁上最快速的班次之一（双向均运行4小时28分，現時最快為G21及G28次，運行時間4小時18分，中途僅停靠南京南站，G28次加停蘇州北站），最初为9:00分别从北京南站和上海虹橋站对开的班次，2021年6月25日改为7:00分别从北京南站和上海站对开的班次。其中北京南站至上海站运行4小时29分，使用车次为G1次，上海站至北京南站运行4小时36分，使用车次为G2次。

## 历史
G1/2这对车次曾于1998年被广州铁路集团用于由X2000“新时速”擺式列車担当的廣九直通車，上下行运行时间均为1小时35分。2000年10月21日，G1/2次列车改为T801/802次列车，原车次得以留空。

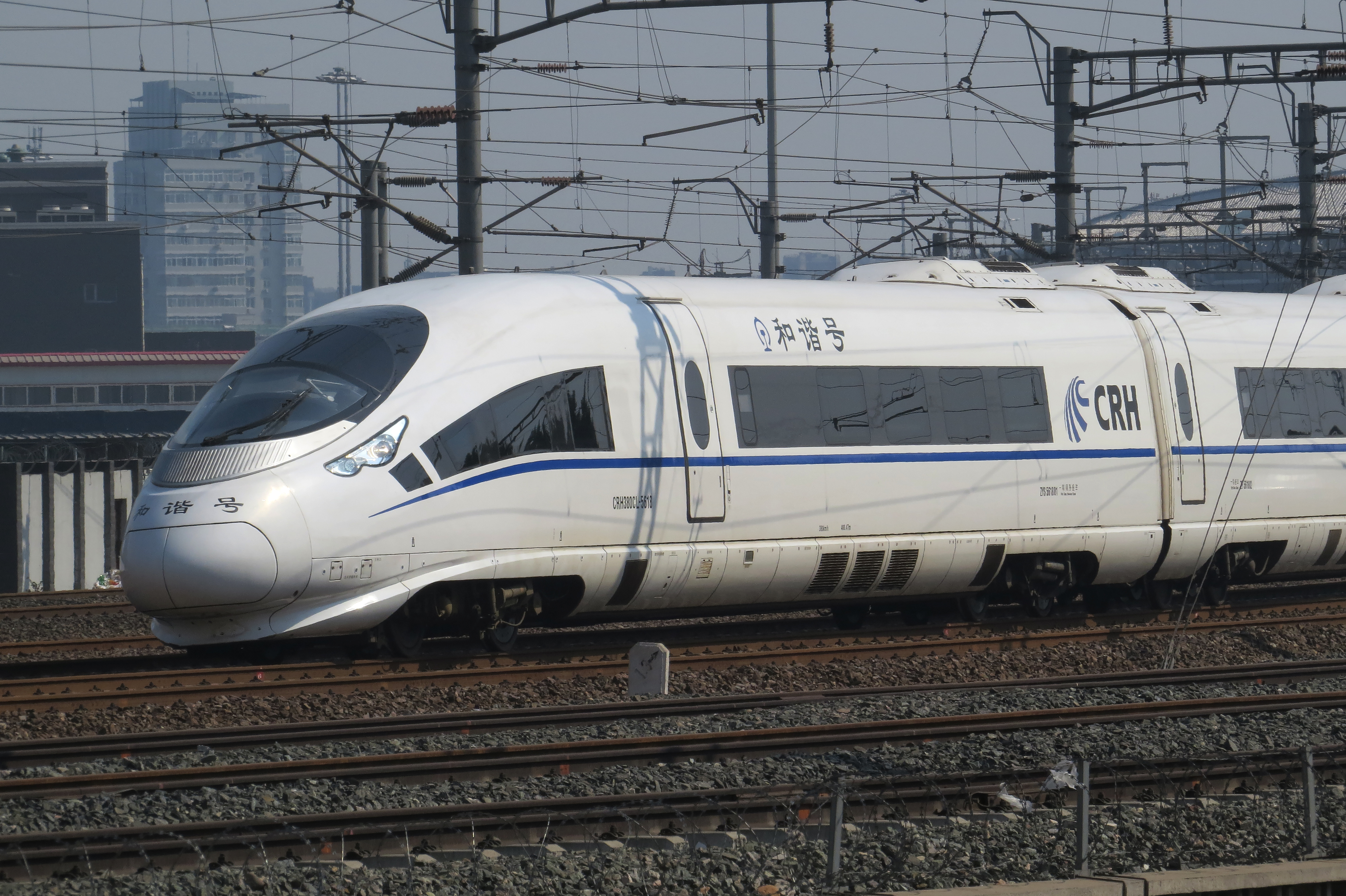
CRH380CL-5618担当的G1次驶出北京南站（2016年5月）

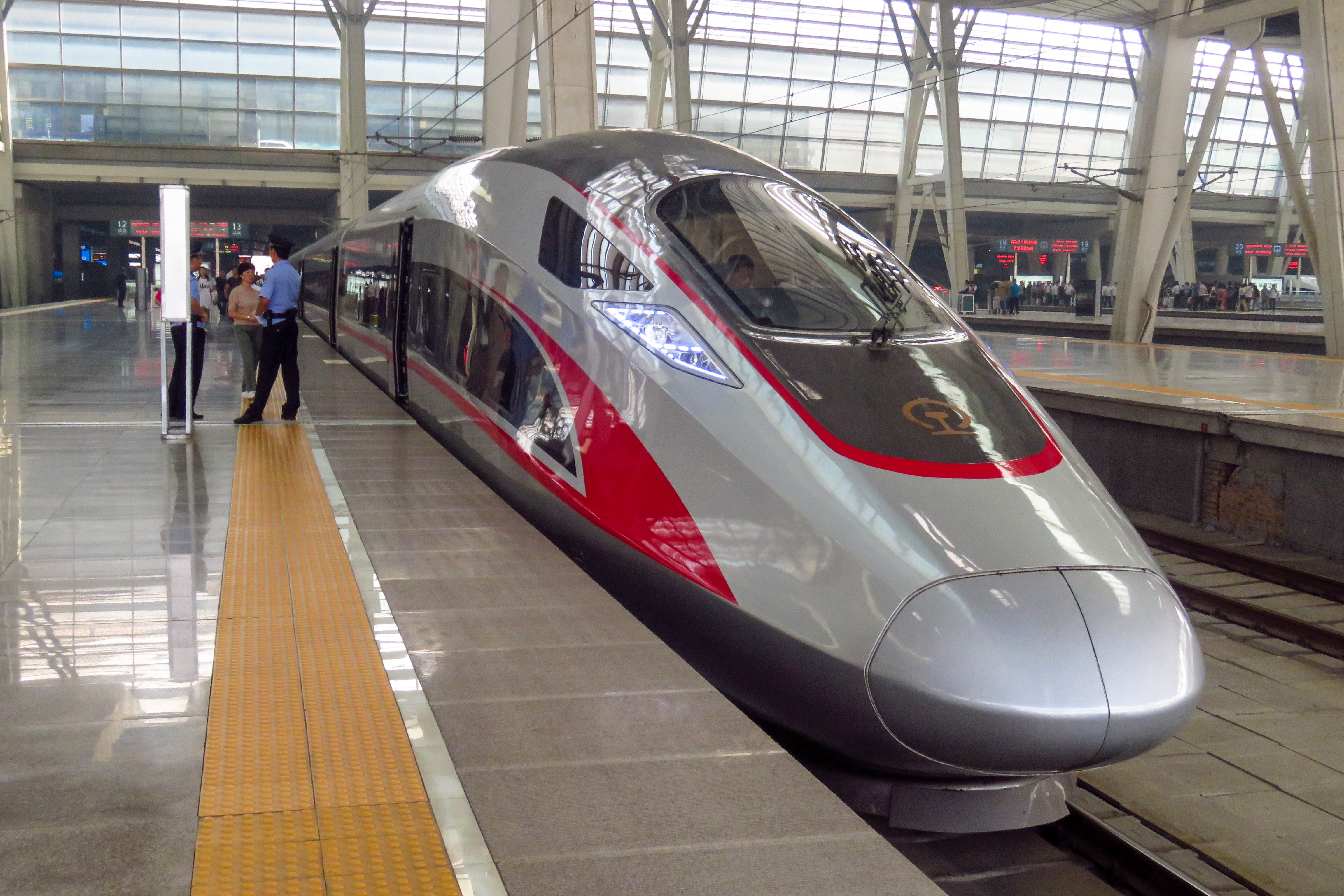
G1次列车在北京南站等待发车（2017年9月）

2011年6月30日15时，北京南站和上海虹桥站对发G1/2次，两车均停靠天津南站、济南西站、南京南站，G1次额外停靠廊坊站、蚌埠南站，两车分别于20:09和20:02到达上海虹桥站和北京南站，其中G1次列车因需要举行首发仪式，提前至13:50分检票进站，14:20停止检票，6月30日发车的G1次（车体为CRH380B6216L）与G2次（车体为CRH380A6050L）为特殊车次，其停站及到发时间与7月1日后正式运营的G1/2次均不同。这对列车的车票是从6月24日9：00起在全国各售票窗口和铁路客户服务中心网站销售的，预售期短于一般列车。此外，该日还将按运营图开行部分列车。
G1次列车当日运行时刻：北京南15:00开，廊坊15:21到23开，天津南15:41到43开，济南西16:46到48开，南京南19:00到02开，上海虹桥20:09到。G2次高速列车当日运行时刻：上海虹桥15:00开，南京南16:07到09开，济南西18:21到23开，天津南19:26开28开，北京南20:02到。此后的G1/2次，中途只停靠南京南站，全程4小时48分。
中华人民共和国国务院总理温家宝出席了京沪高速铁路开通运营仪式，并乘坐首发列车G1次考察运营情况。而当天的G1次列车则由北京铁路局机务段动车组司机李东晓驾驶。14时59分，司机李东晓报告准备完毕。15时整，铁道部部长盛光祖下达发车的命令。15时10分，列车的速度达到300千米/时。21分钟后列车达到廊坊站，温家宝在此站下车。
2017年7月1日，G1次和G2次分别改用重联CR400AF和重联CR400BF运行。G1/2次列车在2017年9月21日实施的运行图调整中改为按时速350公里运行，并增加济南西停站，全程运行时间压缩至4小时28分。此次调整后，G2次仍为京沪上行运行时间最短的全程车之一，但G1次的下行运行时间最短纪录被G7次打破，至2018年4月10日调图时，运行时间最短纪录再次被G17/22次打破（4小时18分）。列车于2017年9月21日首次提速运行时，车身及车厢内部还贴有“厉害了我的国”的红色印章。在2021年以前，G1次由北京局集团天津客运段津京沪车队担当，G2次由上海局集团上海客运段高铁一车队担当。
2021年6月25日，随着京沪高速线车次重排，G1/2这对车次改用于早7:00分别从北京南站和上海站对开的车次，其中G1次由上海局担当，经停天津南、南京南两站，G2次由北京局集团CR400AF-BZ型智能动车组担当，经停常州北、南京南、济南西三站。

## 时刻表

### 现行
- 以下数据截至2025年7月1日：

| 里程 | G1次  | G1次  | 停靠站 | G2次  | G2次  | 里程 |
| 里程 | 到点  | 开点  | 停靠站 | 到点  | 开点  | 里程 |
| ---- | ----- | ----- | ------ | ----- | ----- | ---- |
| 0    | —     | 07:00 | 北京南 | 11:36 | —     | 1325 |
| 122  | 07:31 | 07:33 | 天津南 | ↑     | ↑     | —    |
| —    | ↓     | ↓     | 济南西 | 10:10 | 10:12 | 919  |
| 1023 | 10:24 | 10:26 | 南京南 | 08:11 | 08:13 | 302  |
| —    | ↓     | ↓     | 常州北 | 07:40 | 07:42 | 172  |
| 1325 | 11:29 | —     | 上海   | —     | 07:00 | 0    |

### 历史时刻
- 以下自2017年9月21日起实行。[12]

| G1次 | G1次 | G1次  | G1次  | 停靠站   | G2次  | G2次  | G2次 | G2次 |
| 里程 | 天数 | 到点  | 开点  | 停靠站   | 到点  | 开点  | 天数 | 里程 |
| ---- | ---- | ----- | ----- | -------- | ----- | ----- | ---- | ---- |
| 0    | 当日 | —     | 09:00 | 北京南   | 13:28 | —     | 当日 | 1318 |
| 406  | 当日 | 10:22 | 10:24 | 济南西   | 11:59 | 12:01 | 当日 | 912  |
| 1023 | 当日 | 12:23 | 12:25 | 南京南   | 10:00 | 10:02 | 当日 | 295  |
| 1318 | 当日 | 13:28 | —     | 上海虹桥 | —     | 09:00 | 当日 | 0    |

## 使用列车
在2013年4月3日至2017年6月30日，G1次列车采用CRH380CL型电力动车组，列车乘务工作由北京局集团天津客运段津京沪车队负责；而G2次列车采用CRH380BL型电力动车组，列车乘务工作由上海局集团上海客运段京沪高铁车队负责。列车采用动力分散式技术，共16节编组，含8节动车和8节拖车（8M8T），最高运营速度达350km/h。其中一等座采用2+2方式布置，二等座为2+3布置，所有座位均能旋转。
2017年7月1日起，根据新的铁路运行图，G1次列车改用复兴号CR400AF型电力动车组运行；而G2次列车改用复兴号CR400BF型电力动车组运行。
2018年7月1日起，根据新的铁路运行图，G2次列车改用16节编组的复兴号CR400BF-A型电力动车组运行。同年9月25日，G1次列车亦更换为16节编组的复兴号CR400BF-A型电力动车组。2019年3月23日，G1次列车更换为17节编组的复兴号CR400AF-B型电力动车组。2019年7月10日，G2次列车亦更换为17节编组的复兴号CR400BF-B型电力动车组。2021年6月25日，更换为17节编组智能型的复兴号CR400AF-BZ型、CR400BF-BZ型电力动车组，G1次亦與G5次始發時間對調。G2次列车的车体交路为出库→北京南开G5至上海虹桥→上海虹桥开G18至北京南→北京南开G27至上海→次日上海开G2至北京南→北京南开G11至上海虹桥→上海虹桥开G24至北京南→回库。
目前G1次列车使用配属于上海局集团上海虹桥动车运用所的CR400BF-BS，G2次列车使用配属于北京局集团北京南动车运用所的CR400AF-BS，列车编组如下：
| 车厢编号 | 1         | 2           | 3-7         | 8           | 9                 | 10-15       | 16          | 17                  |
| 车型     | SW 商务车 | ZY 一等座车 | ZE 二等座车 | ZE 二等座车 | ZEC 二等座车/餐车 | ZE 二等座车 | ZY 一等座车 | ZYS 一等座车/商务车 |